# Coxicerberus parvulus
Coxicerberus parvulus is een pissebed uit de familie Microcerberidae. De wetenschappelijke naam van de soort is voor het eerst geldig gepubliceerd in 1978 door Albuquerque.